# Gösen
Gösen település Németországban, azon belül Türingiában. Lakosainak száma 202 fő (2023. december 31.). Gösen Heideland, Eisenberg és Petersberg községekkel határos.

## Népesség
A település népességének változása:
| Lakosok száma | 196  | 196  | 202  | 206  | 202  |
|               | 2017 | 2019 | 2021 | 2022 | 2023 |